# Konikówka
Konikówka – rodzaj diagramowego zadania szaradziarskiego, w którym poruszając się ruchem konika szachowego po wypełnionym literami diagramie należy odczytać ukryte hasło. Na każdym polu wolno stanąć tylko raz. 